# Guanlong wucaii
Guanlong wucaii (in cinese 冠龙五彩, trascriz. pinyin guānlóng wŭcái), che significa "drago coronato dai cinque colori", è una specie di dinosauro carnivoro descritta nel 2006 e proveniente da depositi della prima parte del Giurassico superiore della Cina.

## Un tirannosauro crestato

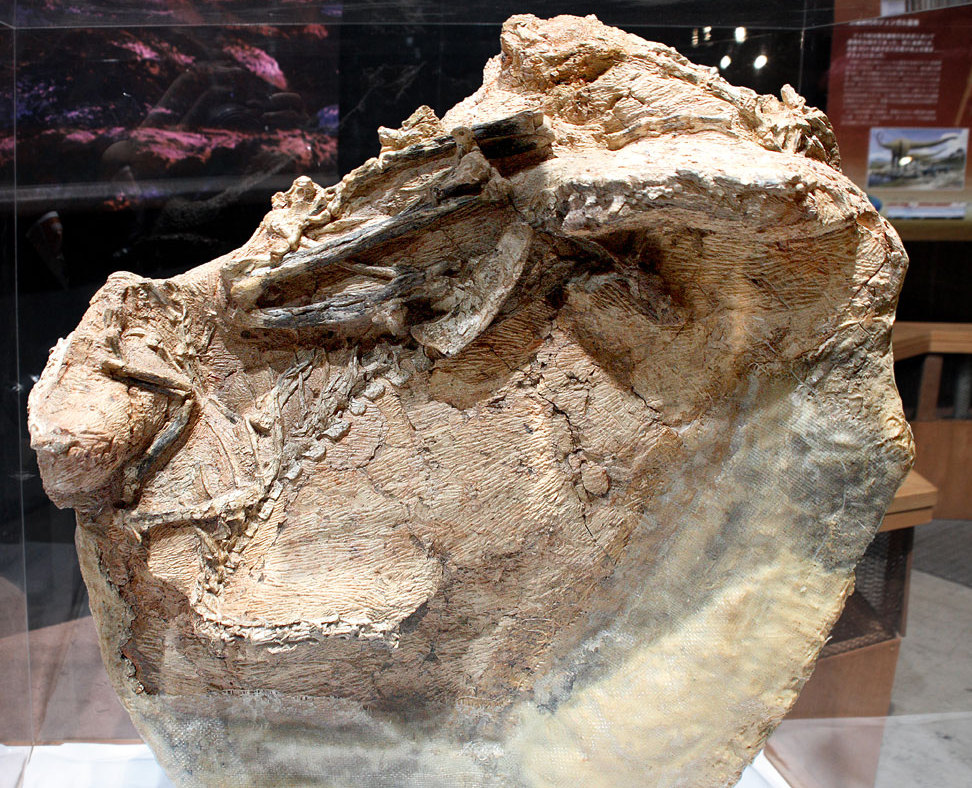
Fossile di Guanlong wucaii

Lungo circa tre metri e alto poco più di un metro, questo dinosauro è uno dei primi esempi conosciuti di tirannosauroide, ovvero quella superfamiglia di dinosauri teropodi di cui fa parte il famosissimo Tyrannosaurus rex. I resti di Guanlong, infatti, sono stati rinvenuti in terreni antichi 160 milioni di anni (età Oxfordiano). Guanlong condivide con i suoi discendenti più noti molti tratti, ma possiede anche caratteristiche decisamente insolite, a cominciare da una strana cresta presente sul capo. Inoltre, diversamente dai tirannosauridi veri e propri, Guanlong aveva lunghe zampe anteriori terminanti in tre dita artigliate. Nonostante la cresta, l'aspetto di Guanlong richiama molto quello del suo successivo parente Dilong, e come quest'ultimo potrebbe essere stato ricoperto da uno strato di piume primitive. L'ambiente in cui viveva Guanlong era abitato da un altro dinosauro carnivoro dotato di una cresta simile ma non strettamente imparentato, Monolophosaurus.

### La cresta
La cresta di Guanlong è un caso sorprendente di ornamento esagerato nei dinosauri predatori non-aviani. Molti teropodi non-aviani presentano corna e creste, alcuni esempi sono Dilophosaurus, Monolophosaurus e oviraptoridi. Si suppone che queste strutture ossee spesso pneumatiche avessero avuto funzione di display oppure riconoscimento della specie. Nonostante questo la cresta di Guanlong è più larga ed elaborata rispetto a qualsiasi altro predatore non-aviano. Sembra paradossale che il taxon di un predatore abbia una struttura apparentemente così delicata. Perciò la spiegazione più valida sembra essere quella di organo utilizzato come ornamento di selezione sessuale; come avviene in alcune specie di animali esistenti ed estinti.

## Significato del nome

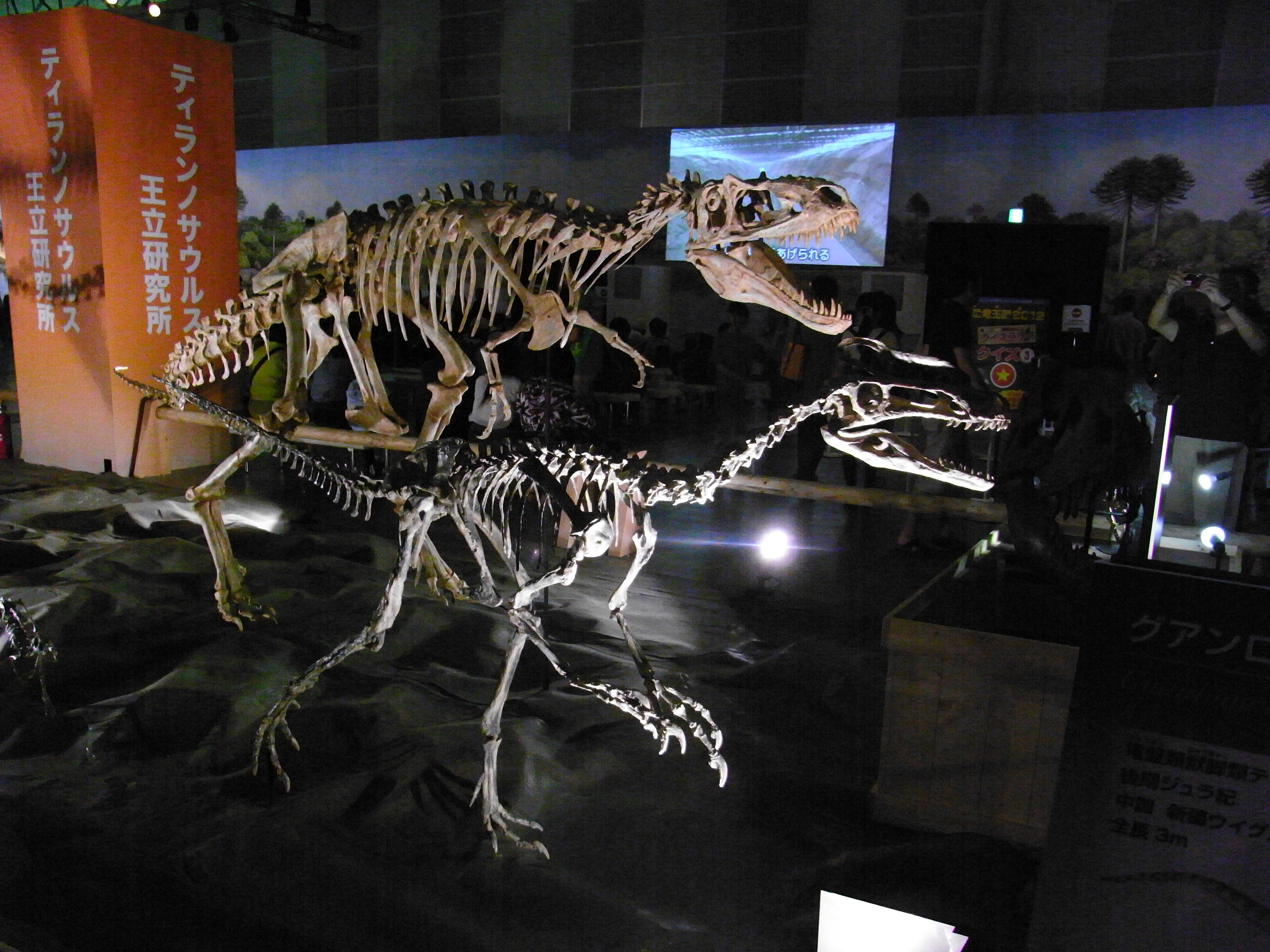
Scheletro di Guanlong wucaii in primo piano e di Alioramus dietro

Dal momento che Guanlong è stato scoperto in Cina, gli scienziati che lo descrissero hanno scelto per lui un nome di origine cinese. Guanlong infatti deriva dalle parole cinesi che stanno per "corona" e "drago", in chiaro riferimento alla cresta. L'epiteto specifico, invece, significa "cinque colori" e si riferisce ai colori delle rocce di Wucaiwan, ovvero il territorio dagli strati multicolori dove sono stati rinvenuti gli scheletri.

## Resti fossili
Fino ad ora, Guanlong è conosciuto per due ritrovamenti. L'olotipo è uno scheletro adulto quasi completo, parzialmente articolato. Un altro esemplare, un individuo immaturo, è conosciuto attraverso uno scheletro totalmente articolato. La cresta sullo scheletro giovanile è decisamente più piccola e limitata alla porzione anteriore del muso, mentre l'adulto ha una cresta più grande ed estesa. Le creste di entrambi gli esemplari sono sottili strutture, particolarmente delicate, che probabilmente servivano come display intraspecifico e forse erano ricoperte da vivaci colori.

## Nella cultura di massa
Il Guanlong non ha molta fama, ma è spesso conosciuto come il più antico antenato del Tyrannosaurus. Un branco di questi dinosauri compare nel film L'era glaciale 3 - L'alba dei dinosauri, anche se il loro aspetto ricorda più quello di dromaeosauridi.
Compare anche nel documentario della Discovery Il regno dei Dinosauri ed in quello della National Geographic La Pompei dei dinosauri, oltre che nel videogioco Jurassic World: The Game (in cui ha la stessa animazione del Velociraptor), dove, una volta raggiunto il livello 40, può essere fuso con un Metriorhynchus di livello 40 per creare il Metrianlong.